# Xile
|  | Aquest article tracta sobre l'estat de l'Amèrica del Sud. Si cerqueu l'espècie, vegeu «Pebrotera». |

Xile, oficialment la República de Xile (República de Chile, en castellà), és un estat de l'Amèrica del Sud que ocupa una franja llarga i estreta entre la costa de l'oceà Pacífic i els Andes. Limita amb el Perú al nord, Bolívia al nord-est, l'Argentina a l'est, l'oceà Pacífic a l'oest i el passatge de Drake al sud. És un dels dos països sud-americans que no limiten amb el Brasil. El territori xilè inclou, a més, les illes pacífiques Juan Fernández, Sala i Gómez, les illes Desventuradas i l'Illa de Pasqua. A més, reclama una porció de l'Antàrtida. La forma inusual de Xile, amb 4.270 km de nord a sud, però només una mitjana de 175 d'est a oest, li ha donat una gran varietat de climes i ecosistemes, que inclouen des del desert d'Atacama, al nord, fins a les glaceres del sud.
Xile és un dels països més estables i pròspers de Sud-amèrica, amb nivells elevats de competitivitat, creixement econòmic, qualitat de vida, llibertat econòmica, esperança de vida, estabilitat política, econòmica, social, globalització i pib per capita i nivells baixos de corrupció i pobresa. Tot i tenir el PIBs més elevat de la regió, l'economia encara mostra greus nivells de desigualtat.

## Etimologia
Hi ha diverses teories quant a l'origen de la paraula Xile. Una suggereix que els inques del Perú, que no havien pogut conquerir els araucans, anomenaren la vall de l'Aconcagua, Xili, una corrupció del nom del cacic Tili, que governà l'àrea durant aquesta època. Una altra teoria suggereix que les similituds entre la vall de l'Aconcagua i la vall de Casma al Perú, on es trobava el poble de Xili. Altres teories indiquen que Xile es deriva de la paraula maputxe Chilli, que podria significar "on acaba la terra", el "punt més profund de la Terra", o "gavines"; o del quítxua chin, "fred", o de l'aimara tchili, "neu".
Un altre significat de chilli és el mot onomatopeic chili-chili, la imitació maputxe d'un ocell piulant. Els conqueridors espanyols van aprendre el nom del territori dels inques i dels pocs sobrevivents de la primera expedició de Diego de Almagro cap al sud des del Perú, que es presentaven com a "homes de Xili".

## Geografia física

### Relleu
Xile té la forma d'una franja estreta que s'estén de nord a sud 4.270 km entre la Serralada dels Andes i la costa de l'oceà Pacífic. L'amplària màxima del país és de 445 km i la mínima és de només 90 km. És situat sobre una zona d'alt risc sísmic i volcànic, del cinturó del Pacífic, sobre la subducció de la Placa de Nazca sota la Placa Sud-americana.

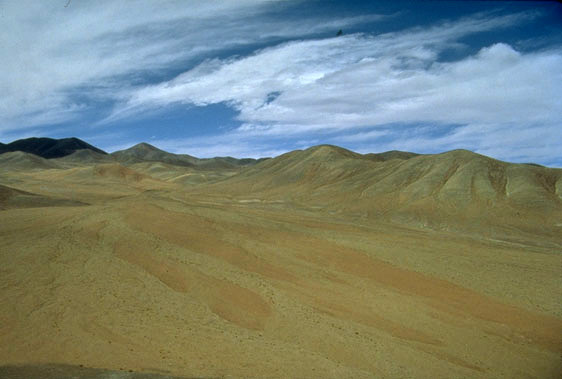
Desert d'Atacama

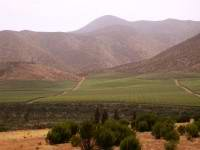
Vall de l'Elqui

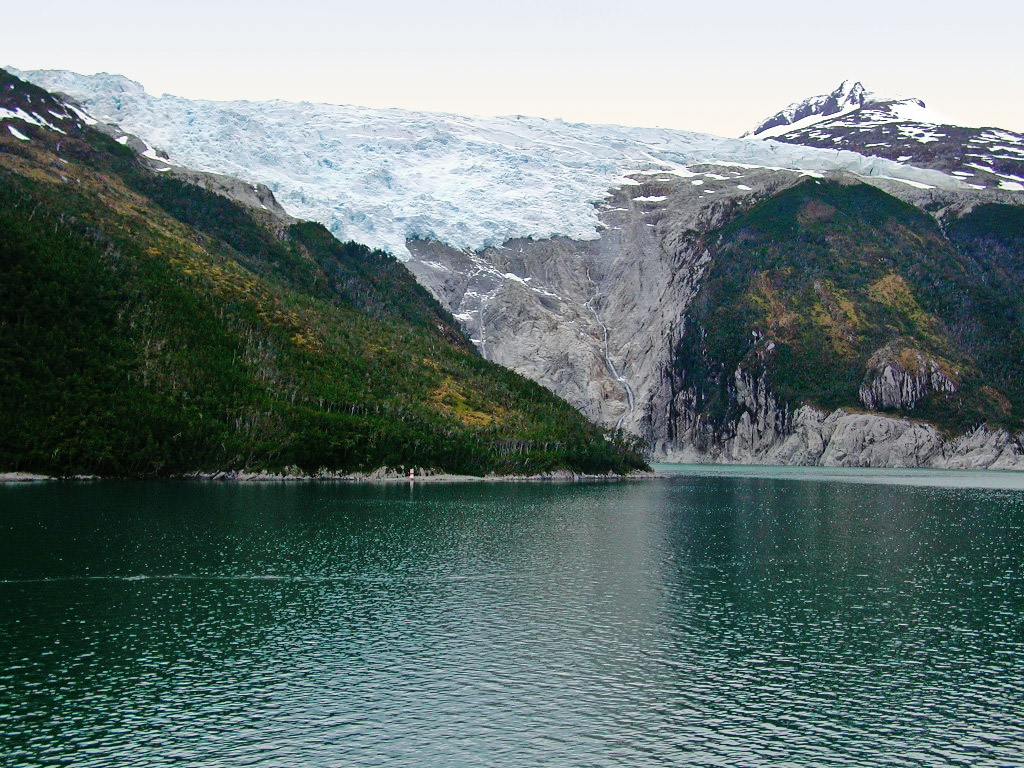
Glacera del Canal Beagle

El relleu xilè està integrat per una depressió intermèdia que creua el país de forma longitudinal i delimitada per dues serralades: la serralada dels Andes, a l'est, que serveix com a frontera natural amb Bolívia i l'Argentina—el punt més alt del qual és Ojos de Salado a 6.893 msnm—i la serralada de la Costa a l'oest, amb altituds molt menors. Entre la serralada costanera i el Pacífic hi ha una sèrie de planes litorals, d'extensió variable i que han permès l'establiment de pobles i ports. Algunes àrees de Xile s'estenen sobre els altiplans a l'est dels Andes, com ara l'Altiplà andí.
El Norte Grande ("Gran Nord") és l'àrea compresa entre el límit septentrional de Xile i el paral·lel 26 S, i comprèn les primeres tres regions del país. S'hi troba el Desert d'Atacama. La serralada de la costa és massissa i cau abruptament formant el Faralló Costaner que reemplaça les planes litorals. La Serralada dels Andes es divideix en dues branques. Petit Nord) s'estén fins al riu Aconcagua. Els Andes disminueixen en altitud cap al sud i s'acosten a la costa, a una distància mínima de 95 km a prop d'Illapel, la zona més angosta del territori xilè. Els dos sistemes muntanyencs s'hi creuen, eliminant la depressió intermèdia. L'existència de rius que travessen el territori permet la formació de valls transversals on s'ha desenvolupat l'agricultura recentment.
La Vall Central és la zona més habitada del país. Les planes litorals són àmplies i permeten l'establiment de ciutats i ports a la costa del Pacífic, mentre que la serralada dels Andes encara descendeix més en altitud, amb mitjanes que disminueixen de 6.000 a 4.000 msnm. La depressió intermèdia reapareix formant una vall molt fèrtil que ha permès el desenvolupament de l'agricultura atesa l'acumulació de sediments. Cap al sud, la serralada de la costa reapareix i es coneix com la serralada de Nahuelbuta. Sobre la zona de La Frontera les antigues glaceres han format una sèrie de llacs.
La Patagònia s'estén des del Seno de Reloncaví (el paral·lel 41 S), cap al sud. Durant l'última glaciació, aquesta zona estava coberta de gels que erosionaren les estructures del relleu xilè. Com a resultat d'això, la depressió intermèdia s'enfonsa dins el mar, mentre que la serralada de la costa es converteix en una sèrie d'arxipèlags, com ara l'arxipèlag de Chiloé i l'arxipèlag de Chonos fins a desaparèixer en la península de Taitao en el paral·lel 47 S. La serralada dels Andes disminueix en altitud i l'erosió produïda per l'acció de les glaceres formaren fjords. Als Andes patagons hi ha grans masses de gel conegudes com a Camps de Gel que són una de les majors reserves d'aigua del món. A l'oest de la serralada s'hi troben zones relativament planes, especialment la zona de l'estret de Magallanes i la Terra del Foc.
La Serralada dels Andes s'enfonsa dins el mar al sud i així s'originen un gran nombre d'illes i illots i finalment desapareix en el cap d'Hornos; torna a reaparèixer a l'Arc de les Antilles del Sud i en la península Antàrtica.
Al mig de l'oceà Pacífic, Xile té la sobirania de nombroses illes, conegudes com el Xile insular, entre elles l'arxipèlag Juan Fernández i l'Illa de Pasqua.

### Hidrografia

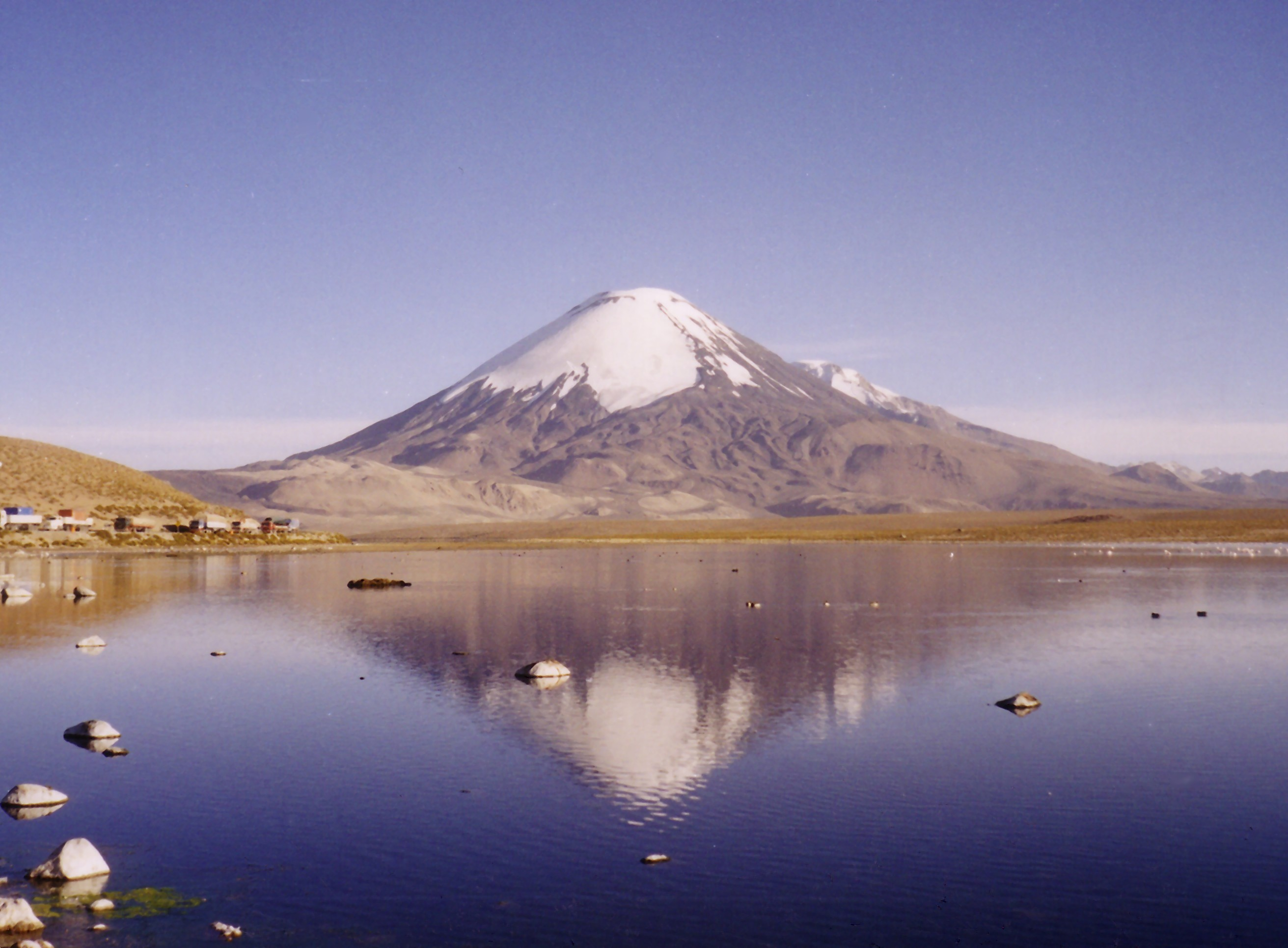
Llac Chungará i el volcà Parinacota

El territori xilè està creuat per diversos rius, molts dels quals corren des de la serralada dels Andes cap a l'oceà Pacífic; atesa la forma del territori, són rius de poca longitud. A l'altiplà es troben els rius Lauca i Lluta, que comparteixen Bolívia i Xile, i que no superen els 100 km de longitud. Al centre-nord hi ha més rius que formen valls de gran importància agrícola, com ara el riu Elqui amb 170 km d'extensió i el riu Maule de 240 km. Aquest riu procedeix del desglaç de les serralades durant els estius i de les pluges durant l'hivern.
Cap al sud el Riu Bío-Bío a la regió homònima comença des de la serralada andina de la Regió de l'Araucania i, amb 380 km de longitud, recorre diversos poblats i alimenta les centrals hidroelèctriques que s'hi troben. Altres rius importants de la regió són el riu Imperial, i el riu Toltén.
El llac Villarrica és el primer de molts llacs que hi ha a la regió de l'Araucanía i a la regió de Los Lagos ("Els Llacs"). Alguns dels llacs més importants són el Sistema de los Siete Lagos, el llac Ranco, el llac Puyehue i el llac Llanquihue entre d'altres.
A la Patagònia els rius més importants són el Futalefú, el Palena, el Baker i el Pascua. El llac General Carrera, és el més gran del país; a Tierra de Fuego.

### Clima
L'amplitud latitudinal de Xile, que cobreix més de 39 graus, el seu relleu i la influència de l'oceà són els factors principals que expliquen la varietat climàtica del país. Mentre la serralada dels Andes regula el pas de masses d'aire, impedint l'accés de vents des de les pampes argentines cap al territori xilè i la influència marítima cap al vessant oriental, el fred corrent de Humboldt produeix un descens de les temperatures al llarg de la costa, l'augment en la temperatura a causa d'El Niño genera en canvi pluges fortes i inundacions a diverses zones.
A la zona del Norte Grande hi ha un clima desèrtic, amb escasses precipitacions. Les temperatures tenen lleus variacions al llarg de l'any, mantenint-se en mitjana al voltant dels 20 °C. A les zones costaneres es presenta nuvolositat abundant coneguda com a «camanchaca», mentre que a les zones interiors l'oscil·lació tèrmica és alta amb nul·la humitat i manca de núvols, el que ha permès la instal·lació de grans observatoris astronòmics. A la zona de l'altiplà, les temperatures baixen a causa de l'efecte de l'altitud creant un clima estepari fred caracteritzat per pluges a l'estiu, conegudes com l'hivern altiplànic. A la zona del Norte Chico hi ha un clima estepari càlid o semiàrid que serveix com a transició a climes més freds cap al sud. Les precipitacions són irregulars i es concentren a l'hivern.
Des de la vall de l'Aconcagua al riu Bío-Bío, el clima mediterrani domina tota la zona central, tret dels alts cims de la serralada dels Andes, de clima fred per efecte de l'altura. Les quatre estacions estan clarament marcades, amb un estiu sec i càlid i un hivern plujós i fred. La zona costanera presenta temperatures regulades per l'efecte marítim, mentrestant les zones interiors presenten una alta oscil·lació tèrmica, car la serralada de la costa actua com a pantalla climàtica. A Santiago, les temperatures tenen una mitjana de 20 °C a l'estiu (gener) amb extremes de fins a 36 °C; i 8 °C a l'hivern (juny), amb extremes de fins a -8 °C en alguns sectors.
Les pluges augmenten a la zona sud, que presenta un clima marítim plujós entre l'Araucanía i la costa d'Aysén. A la zona austral hi ha un clima estepari fred, caracteritzat per una gran amplitud tèrmica, baixes temperatures i una disminució de la pluviositat que té lloc a l'hivern, generalment en forma de neu.

## Política i govern

### Estructura constitucional

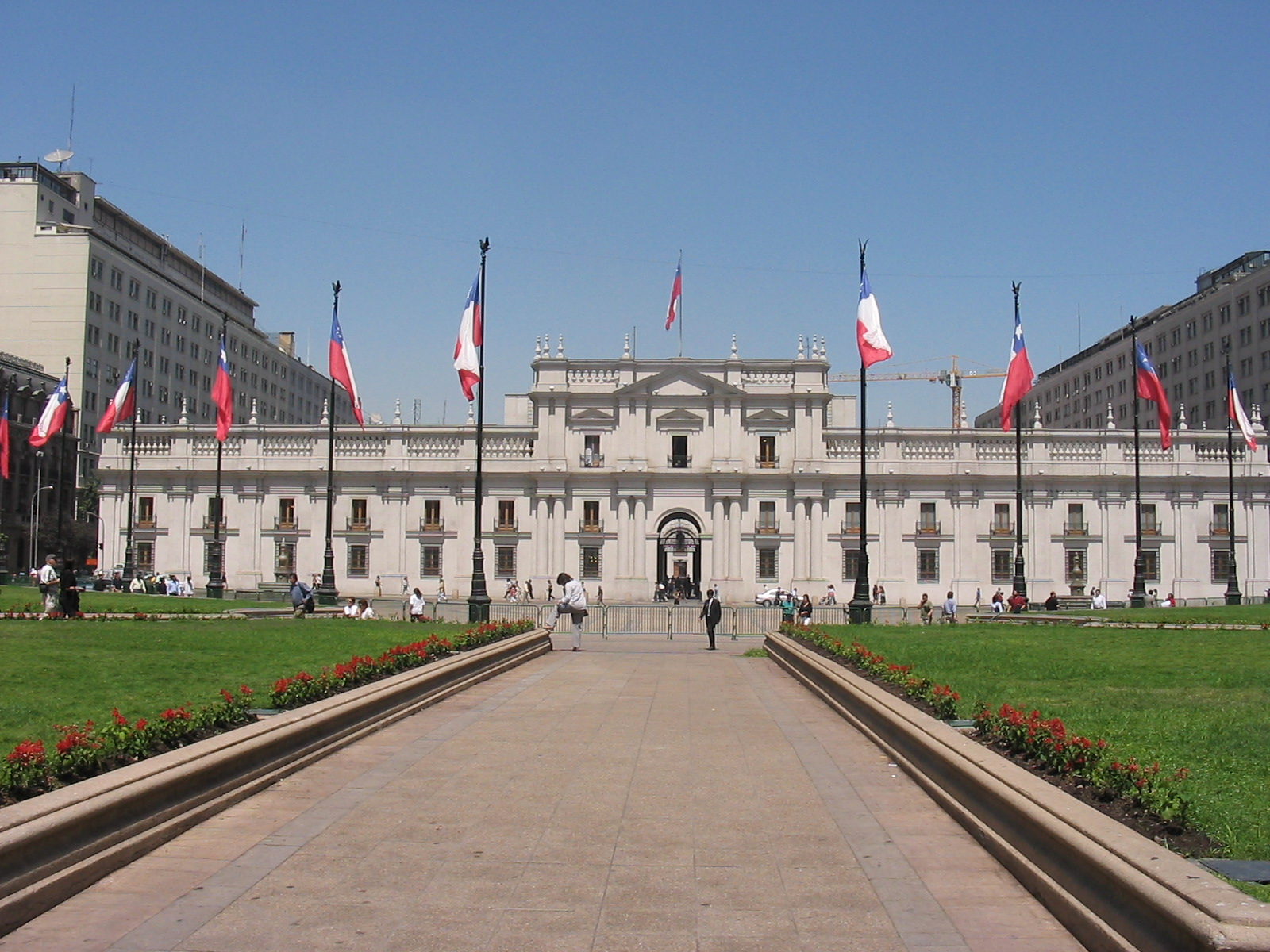
Palau de la Moneda, seu del poder executiu.

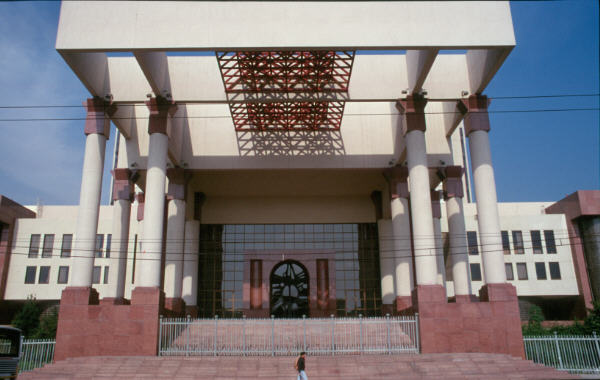
Edifici del Congrés Nacional, a Valparaíso.

La República de Xile és un estat unitari presidencialista, el govern del qual és integrat per diverses institucions autònomes segons un esquema constitucional que determina llurs funcions i competències, que difereix de la doctrina tradicional de la separació de poders. La constitució Política de la República de Xile fou aprovada l'11 de setembre, 1980 i entrà en vigor l'11 de març, 1981; ha estat reformada diverses vegades, una de les més importants, la reforma del 26 d'agost, 2005 que canvià alguns aspectes formals de la democràcia xilena, però no pas les bases fonamentals de l'Estat.
El poder executiu, anomenat el "govern i l'administració pública" està encapçalat pel President de la República, cap d'Estat i cap de govern. Des de l'11 de març de 2022, aquest càrrec és ostentat per Gabriel Boric del Front Ampli. El president és elegit per sufragi universal directe per un període de quatre anys sense la possibilitat de reelecció immediata. El President designa als ministres d'Estat, els intendents, encarregats del govern de cadascuna de les regions que integren l'Estat, els governadors de les províncies.
El poder judicial està constituït per tribunals autònoms i independents; la Cort Suprema de Justícia n'és la institució més alta. Hi ha un Tribunal Constitucional, autònom i independent, encarregat de la constitucionalitat dels projectes de llei i els decrets.
El poder legislatiu és ostentat pel President de la República i alhora pel Congrés Nacional, bicameral, integrat per:
- el Senat, constituït per 50 senadors electes per votació popular, per un mandat de vuit anys, amb la possibilitat de reelecció. Cada circumscripció elegeix dos senadors; cada quatre anys es renova la meitat de la cambra en les eleccions regulars.
- la Cambra de Diputats, constituïda per 155 membres electes per vot popular per un mandat de quatre anys, amb la possibilitat de reelecció en llurs districtes; cada districte elegeix dos diputats; la cambra es renova totalment cada quatre anys.

Les eleccions parlamentàries fan ús del sistema D'Hondt, cosa que inclou els partits polítics minoritaris. Aquest sistema va ser instaurat després de derogar el sistema binominal de caràcter majoritari.

### Subdivisió administrativa

Regions de Xile.

Xile està dividit en setze regions governades per un delegats presidencials designat pel president de la república i un governador triat per la ciutadania. Cada regió està dividida en províncies.
- Regió d'Arica i Parinacota (capital Arica)
- Regió de Tarapacá (capital Iquique)
- Regió d'Antofagasta (capital Antofagasta)
- Regió d'Atacama (capital Copiapó)
- Regió de Coquimbo (capital La Serena)
- Regió de Valparaíso (capital Valparaíso)
- Regió Metropolitana de Santiago (capital Santiago)
- Regió del Libertador General Bernardo O'Higgins (capital Rancagua)
- Regió del Maule (capital Talca)
- Regió de Ñuble (capital Chillán)
- Regió del Biobío (capital Concepción)
- Regió de l'Araucanía (capital Temuco)
- Regió de Los Ríos (capital Valdivia)
- Regió de Los Lagos (capital Puerto Montt)
- Regió d'Aysén del General Carlos Ibáñez del Campo (capital Coyhaique)
- Regió de Magallanes i de l'Antàrtica Xilena (capital Punta Arenas)

## Economia

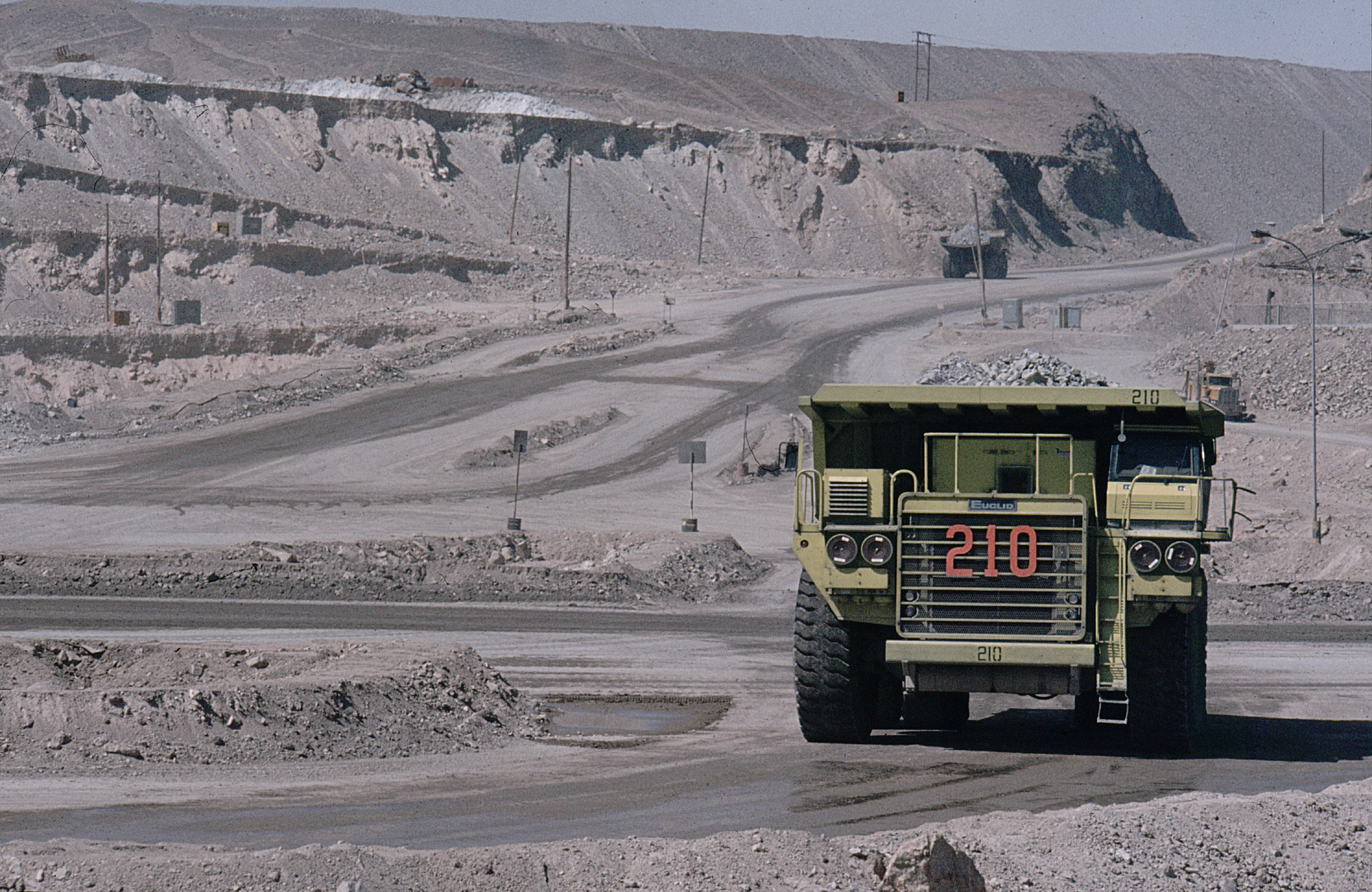
Xile és responsable d'un terç de la producció mundial de coure.

Després d'una dècada d'altes taxes de creixement, Xile va començar a experimentar una desacceleració el 1999, a causa de diverses condicions globals desfavorables relacionades amb la crisi financera asiàtica de 1997. L'economia va continuar amb taxes relativament més lentes fins al 2003, i aleshores va mostrar signes de recuperació, concurrents amb el creixement dels seus veïns sud-americans. El 2005 el Producte interior brut (PIB) real va créixer 5,7% el 2005 i 4,0% el 2006. Els preus creixents de l'energia així com una disminució en la demanda van afectar l'economia el 2006, malgrat l'augment de les despeses governamentals i de les condicions externes més favorables, com ara l'increment dels preus del coure, les exportacions del qual representen a prop del 30% del total, i una font substancial dels recursos del govern.

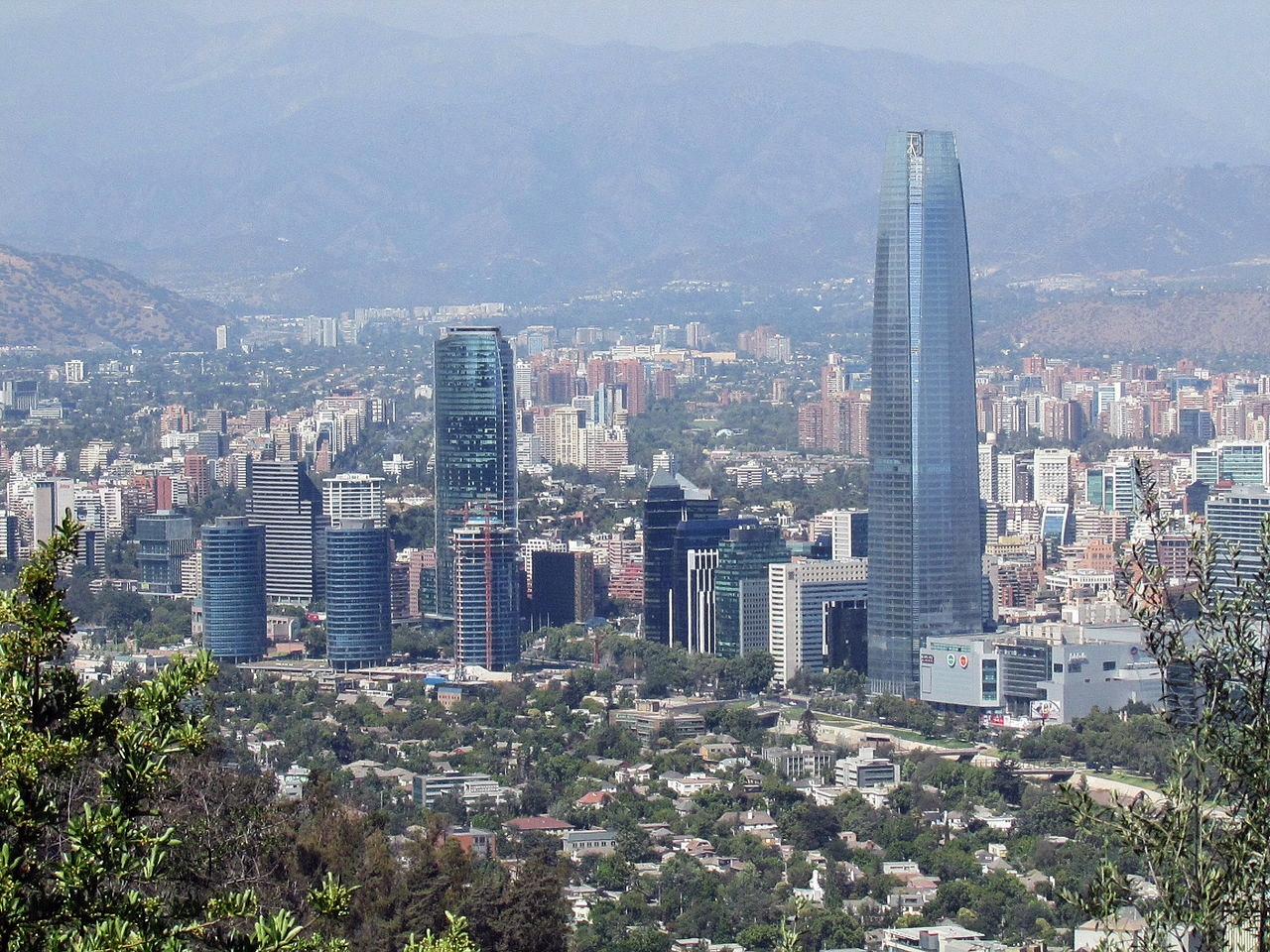
Torre Gran Santiago, vistes des del turó de San Critóbal, Santiago, Xile

El govern militar de 1973-1990 va vendre la majoria de les companyies estatals i els tres governs democràtics des de 1990 han continuat amb el procés de privatització, però a un pas més lent. El paper del govern en l'economia és de regulació, tot i que la companyia d'extracció de coure, CODELCO, encara és una empresa estatal. Xile és un dels països més oberts al comerç lliure. El país ha signat tractats de lliure comerç amb molts països, incloent-hi els Estats Units, el Mercosur, la Unió Europea, el Japó i Corea del Sud. L'Organització per a la Cooperació i el Desenvolupament Econòmic (OCDE) va convidar a Xile a ser membre ple de l'organització, sent el primer país de les ameriques en ser membre.
Els estalvis interns i les taxes d'inversió van impulsar el creixement de l'economia a taxes del 9% durant la dècada de 1990. El sistema privatitzat de pensions de Xile, l'AFP, va impulsar la inversió interna i la taxa d'estalvis va arribar al 21% del PIB. Tanmateix, l'AFP no ha estat lliure de crítiques, entre elles, que només el 55% de la població treballadora hi participa, i els treballadors independents no estan protegits. A més, el sistema ha estat criticat per la seva ineficiència i els seus alts costos atesa la falta de competència entre diversos fons de pensió.

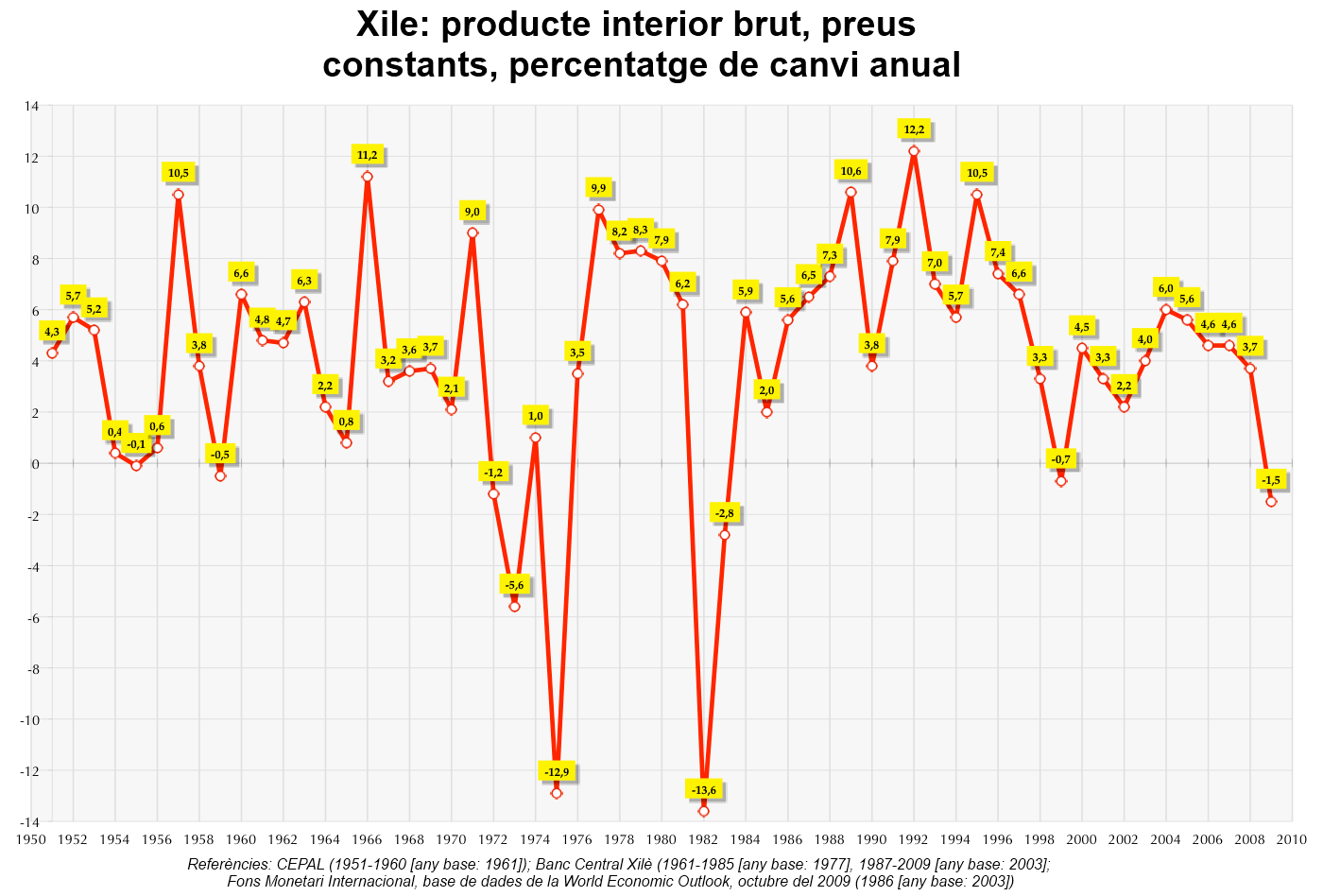
Creixement del PIB xilè des de 1961.

La taxa d'atur se situava al voltant del 10% durant la desacceleració de 1999, sobre la mitjana de 7% durant la dècada. El 2006 i el 2007 se situava al voltant del 7%. Durant l'època de creixement, els salaris es van incrementar més ràpidament que no pas la inflació a causa de l'augment de la productivitat. El percentatge de xilens sota el llindar de la pobresa va disminuir dràsticament del 45,1% el 1987 a 13,7% el 2006, segons les enquestes governamentals,
tot i que aquest mesurament fa ús d'un pressupost familiar de 1987; els crítics suggereixen que en actualitzar-lo amb dades de 1997, la taxa de pobresa s'elevaria al 29%,
xifra similar si s'utilitzassin els càlculs europeus.
Malgrat tenir un dels PIB per capita més alts i una de les economies més robustes de l'Amèrica Llatina, la distribució de la riquesa és una de les més desiguals de la regió, fins i tot superior a algunes nacions africanes sub-saharianes. El percentil 10 més ric posseeix el 47% de la riquesa del país.
El Banc Central de Xile ha establert una meta d'inflació entre la banda del 1,5% anual. La inflació no havia excedit el 5% des de 1998; tanmateix, atesos els increments de l'energia i els aliments, entre altres causes, la inflació el juny del 2008 va arribar al 9,5%. La inversió estrangera directa (IED) va ser de 3.400 milions de USD el 2006, 54% més que el 2005. Tanmateix, el 80% es dirigeix només a quatre sectors: electricitat, gas, aigua i mineria; a més, l'increment en la inversió s'ha a causa de les adquisicions i unions entre empreses.

## Geografia humana i societat

### Demografia
Segons el cens del 2002, la població de Xile era de 15.116.435 habitants. El creixement ha estat decreixent des de la dècada de 1990, a causa d'una taxa de natalitat menor. S'estima que el 2050, la població xilena serà de 20,2 milions de persones. La taxa de creixement poblacional intercensal va ser de l'1,24% anual entre 1992 i el 2002, que s'espera que continuï disminuint els pròxims anys. Ateses les millores en les condicions de vida de la població, l'esperança de vida dels xilens és una de les més altes d'Amèrica Llatina; el 2005 era de 77,7 anys. El 2003, la taxa de natalitat va arribar a un mínim històric de 15,6‰ i la taxa de mortalitat al 5,4‰, amb una taxa de creixement natural del 10‰. La mortalitat infantil ha decrescut al 7,8‰.

### Llengua
El castellà és la llengua oficial de facto i la llengua administrativa del país, parlada pel 99,3% dels xilens. La gran majoria de la població fa servir la varietat coneguda com a castellà xilè o dialecte xilè i uns pocs el castellà andí i el castellà xilote.
Les llengües autòctones s'utilitzen molt poc. El mapudungun és parlat per un nombre estimat d'entre 100.000 i 200.000 persones, el chesungun parlat per 2.000 persones, l'aimara per 20.000, el quítxua del sud per 8.200 i el rapanui per 3.390 persones, sobretot a l'illa de Pascua. D'altres llengües, com el kawésqar i el yagan estan en vies d'extinció. Les llengües aonikenk, cacan, caucahue, chono, gününa këna, kunza i selk'nam ja estan extintes.
Les llengües alòctones, com l'alemany, el català, el croat, l'anglès, l'italià, el crioll haitià i el romaní vlax són parlades pels membres de les diverses colònies d'origen estranger.

### Religió

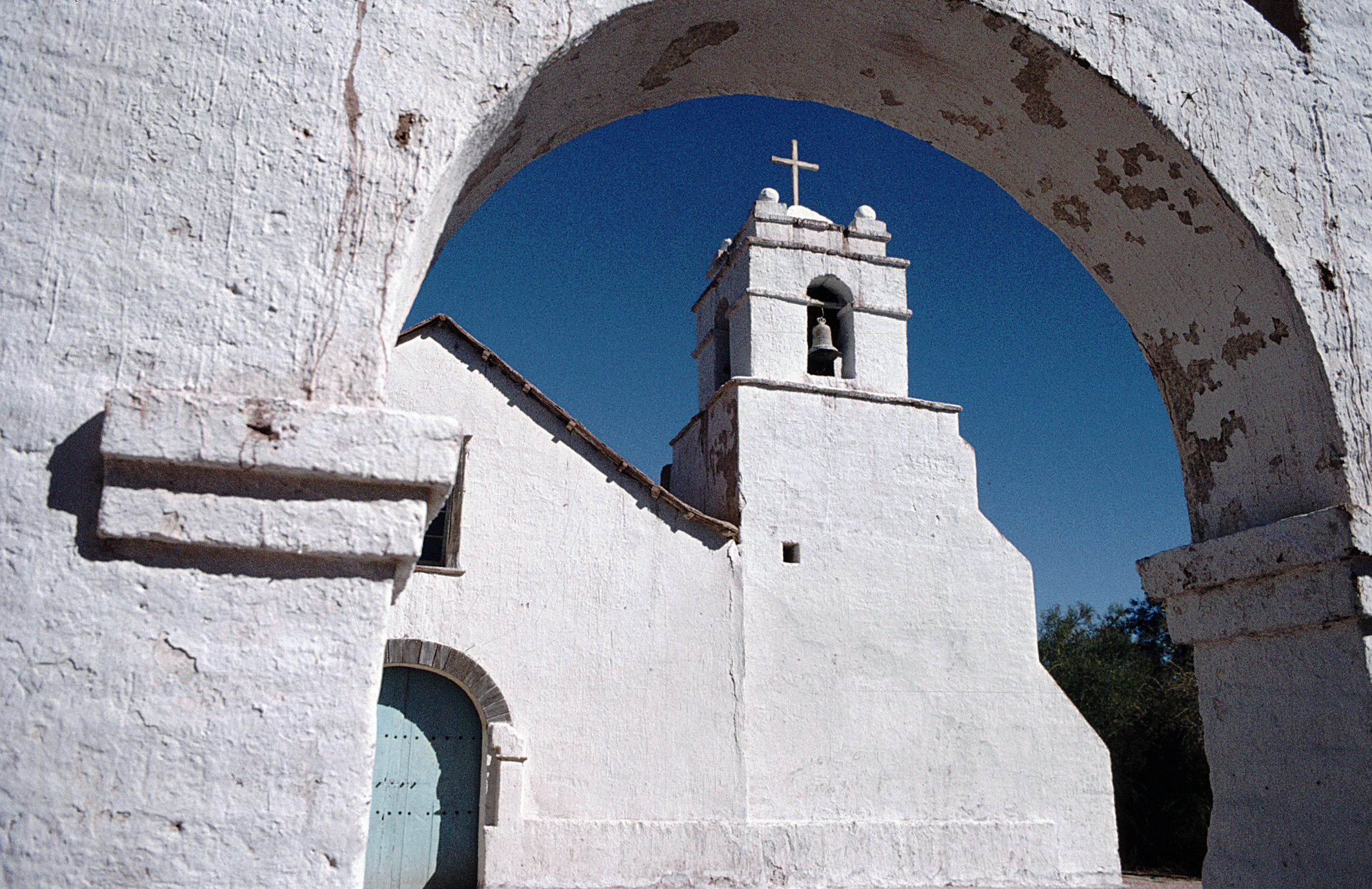
Església de San Pedro Atacama.

Segons l'últim cens del 2002, el 70% de la població total es va declarar catòlic, un percentatge inferior el 1992, que havia estat del 76,4%. El 15% dels xilens es va declarar protestant, l'1,06% Testimoni de Jehovà, el 0,92% mormó i el 0,13 jueu. El 8,3% es va declarar ateu o agnóstic, i el 4,3% confessava una altra religió.
Des de 1925 es va realitzar una separació constitucional entre l'Església i l'Estat, per mitjà d'un acord entre el president Arturo Alessandri Palma i l'arquebisbe Crescente Errázuriz. La constitució de 1925 ja no reconeixia cap religió d'Estat i el govern renunciava al "dret de patronatge" que havia heretat des de la independència i atorgant la llibertat de culte, amb l'oposició de la Santa Seu. Tot i així, el catolicisme encara és la religió predominant del país.

### Ensenyament
L'ensenyament xilè està regit per la Llei General d'Ensenyament de 2009 (LGE). Xile compta amb quatre nivells d'ensenyament: preescolar, bàsic, mitjà i superior; dels quals els tres primers són obligatoris. El 2013 el país comptava amb 16.474 establiments educacionals: 4.198 preescolars, 12.114 primaris i secundaris i 162 superiors (inclosos centres de formació tècnica, instituts professionals, universitats i institucions d'ensenyament superior de les forces armades). Aquell mateix any, la matrícula nacional ascendia a 4.967.798 estudiants: 245.906 preescolars, 3.537.087 primaris i secundaris, 1.325.737 d'ensenyament municipal (públic), 1.897.949 d'ensenyament particular subvencionat (mixt), 265.044 d'ensenyament particular pagat (privat), 48.537 de les corporacions d'administració delegada, i 1.184.805 superiors.
El dret a l'ensenyament i a la llibertat d'ensenyament està resguardat a la Constitució. Malgrat això, a Xile hi ha una sèrie de problemes relacionats amb la qualitat i l'accés a l'ensenyament, sobretot a nivell superior, el que ha provocat dues grans onades de manifestacions socials al país el 2006 i el 2011.

### Etnografia
Xile és un país d'immigració, els qui van contribuir a la composició ètnica de Xile:
Per al segle xix, van arribar onades d'immigrants europeus, en particular d'espanyols i menors quantitats d'italians, alemanys, francesos i suecs. El que va fer que Xile de ser una nació predominantment mestissa, passés a ser una nació amb majoria blanca. Prop del 52% de la població xilena és blanca o criolla d'origen europeu.
No obstant això, el 40% de la població és mestissa (descendents dels colonitzadors i immigrants espanyols i els amerindis xilens). Molts dels mestissos al país són descendents d'immigrants mestissos provinents del Perú, Paraguai i l'Equador. La immigració d'origen asiàtic (principalment xinesos) s'ha incorporat a la demografia de Xile, avui dia prop del 0,5% de la població és d'origen asiàtic (tant residents com descendents).
Segons el cens de 2002, el 4,5% de la població total es va declarar amerindis xilens: el 4% maputxes, el 0,3% aimara i el 0,3% rapanui.

### Migració

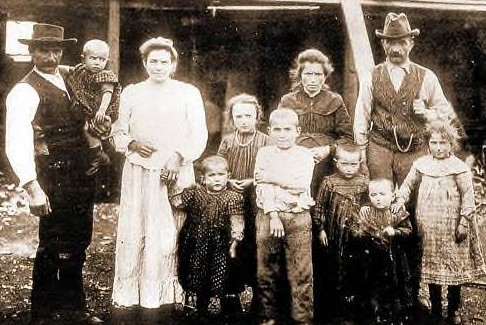
Immigrants italians el 1905.

Xile presentava el 2012 una taxa de migració de 0,35 migrants per cada 1000 habitants i una de les taxes d'emigració més baixes de tot Amèrica Llatina, cosa que va canviar radicalment des del 2014, produint-se una crisi migratòria (D'Haití, Veneçuela i Colòmbia) en què els immigrants van assolir més del milió de persones para 2023.
El 1848 s'emprengué la colonització alemanya, patrocinada pel govern xilè per poblar el sud del país. Amb el temps, aquesta immigració alemanya influí en la composició cultural de gran part del sud xilè, sobretot de les províncies de Valdivia, Osorno i Llanquihue. D'altres persones, provinents d'Europa i d'Orient Mitjà, arribaren sobretot a Valparaíso i als extrems nord i sud de Xile durant els segles xix i xx, incloent-hi austríacs, britànics i irlandesos, croats, espanyols, francesos, grecs, italians, neerlandesos, polonesos, russos, suïssos, jueus i palestins. El 1953 el president Carlos Núñez del Campo creà el Departament d'Immigració i establí normes sobre la matèria.
La immigració legal de països veïns a Xile s'ha convertit en la més important. Entre el 2004 i el 2010 s'incrementà en un 50% fins a un estimat de 365.459 persones. Segons el cens del 2012, hi havia al país 339.536 persones nascudes a l'estranger, sobretot provinents del Perú (103.624), Argentina (57.019), Colòmbia (27.411), Bolívia (25.151) i l'Equador (16.357).
Malgrat que l'emigració ha disminuït durant l'última dècada, el 2005 es determinà que 487.174 xilens vivien fora de xile, representant el 3,01% de la població total estimada del país en aquell any. Del total de xilens emigrats, el 43,33% es trobava a l'Argentina, el 16,58% als Estats Units, el 5,61% a Suècia, el 5,21% al Canadà i el 4,80% a Austràlia.
Dins del país, la mobilitat de la població ha augmentat en les darreres dècades, provocant una migració massiva des dels camps cap a les grans ciutats del país. Mentre que a les regions del centre-sud xilè més del 80% de la població va néixer a la mateixa regió, com a la del Biobío (86,11%), a la Regió Metropolitana l'índex baixa al 71%, i a les regions extremes fins al 55% com a Magallanes i Antàrtica Xilena.

## Cultura i oci

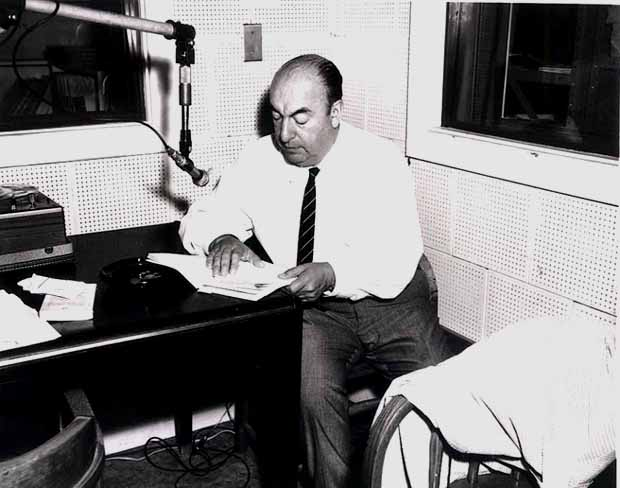
Pablo Neruda.

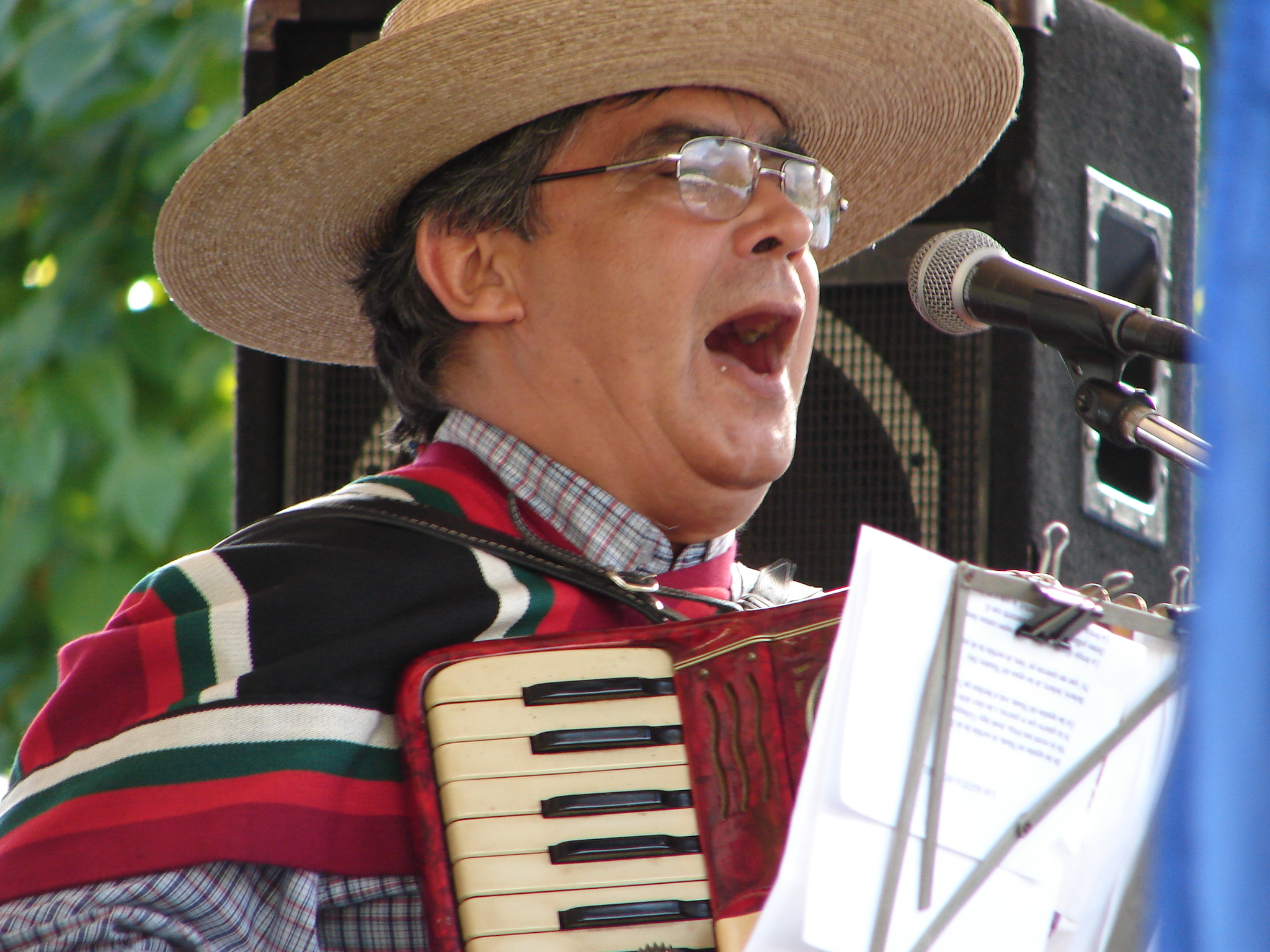
Dansa nacional folklòrica.

### Literatura
Xile és un país que ha produït molts poetes en llengua castellana, entre ells Nicanor Parra, Vicente Huidoboro, Jorge Teillier, Enrique Lihn, Gonzalo Rojas, Pablo de Rokha, i el guanyadors del Premi Nobel Gabriela Mistral i Pablo Neruda. En la narrativa destaquen Francisco Coloane, Manuel Rojas, Luis Sepúlveda, Alberto Blest Gana, Isabel Allende, Jorge Edwards, José Donoso, Roberto Bolaño, i Marcela Paz, coneguda pel seu personatge Papelucho. Un dels principals símbols de la cultura popular és Condorito, còmic creat per "Pepo" durant la dècada de 1950.

### Cinema
Directors: Miguel Littín.
Actors destacats:
Nelson Villagra, estrenà la seva carrera amb la pel·lícula Regreso al silencio.

### Música
La música folklòrica de Xile es caracteritza per la mescla de sons tradicionals aborígens amb els espanyols. La cueca, la dansa tradicional xilena, n'és un exemple: té característiques pròpies que depenen de la regió del país que representa. Durant la dècada de 1970 es va produir un ressorgiment de la música folklòrica xilena gràcies a la Nova Cançó Xilena, amb artistes que van investigar les arrels musicals del país i van compondre i van interpretar temes originals inspirats en els seus descobriments. En aquest moviment cultural destaquen Víctor Jara, Violeta Parra, Patricio Manns, Los Jaivas, Illapu, Quilapayún i Inti-Illimani. Quant a la música clàssica acadèmica destaquen els compositors Alfonso Leng, Pedro Humberto Allende Sarón, Vicente Bianchi, José Zapiola Cortés entre d'altres.

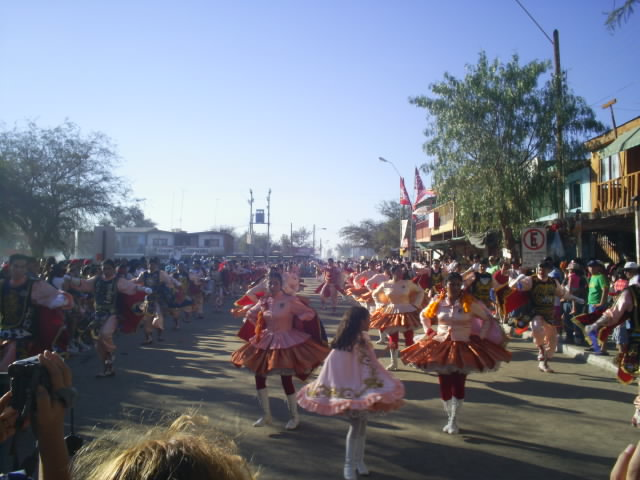
Fiesta de La Tirana, la principal celebració religiosa del nord del país.

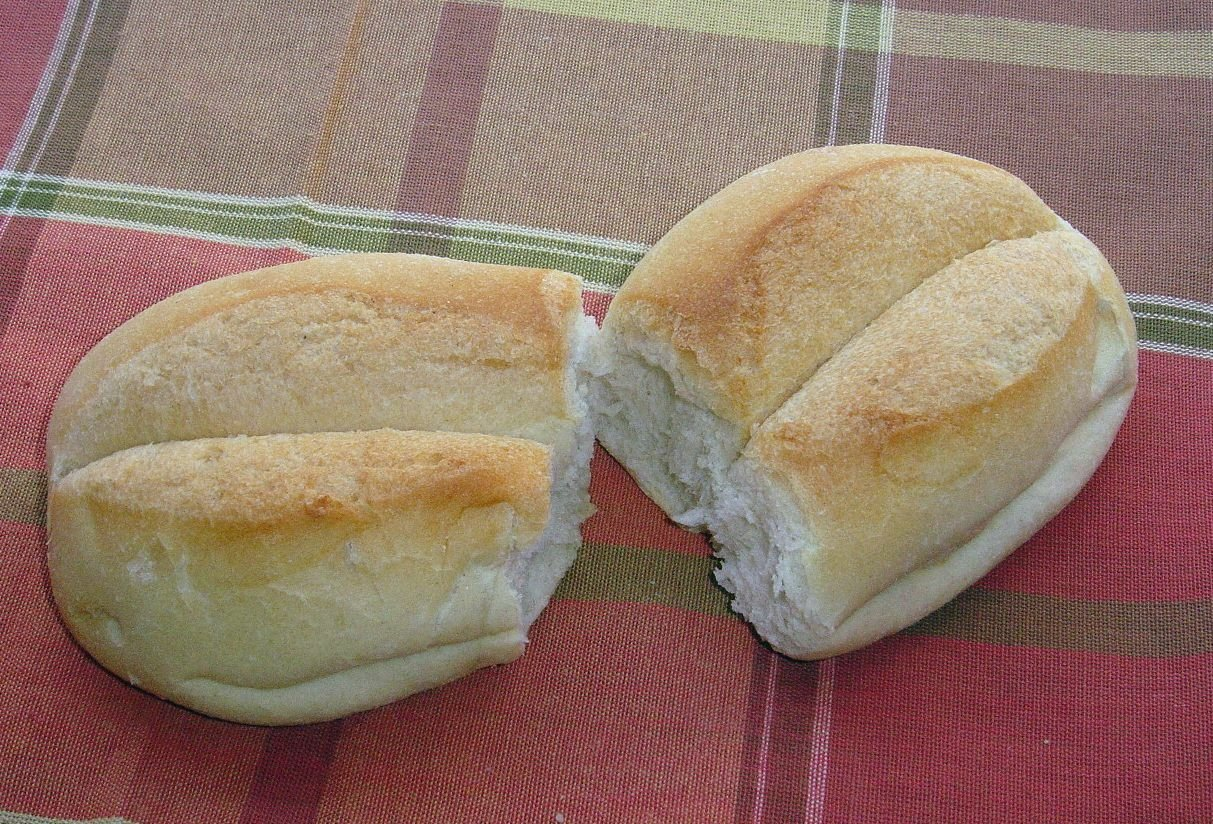
Marraqueta, el pa xilè tradicional

### Esports

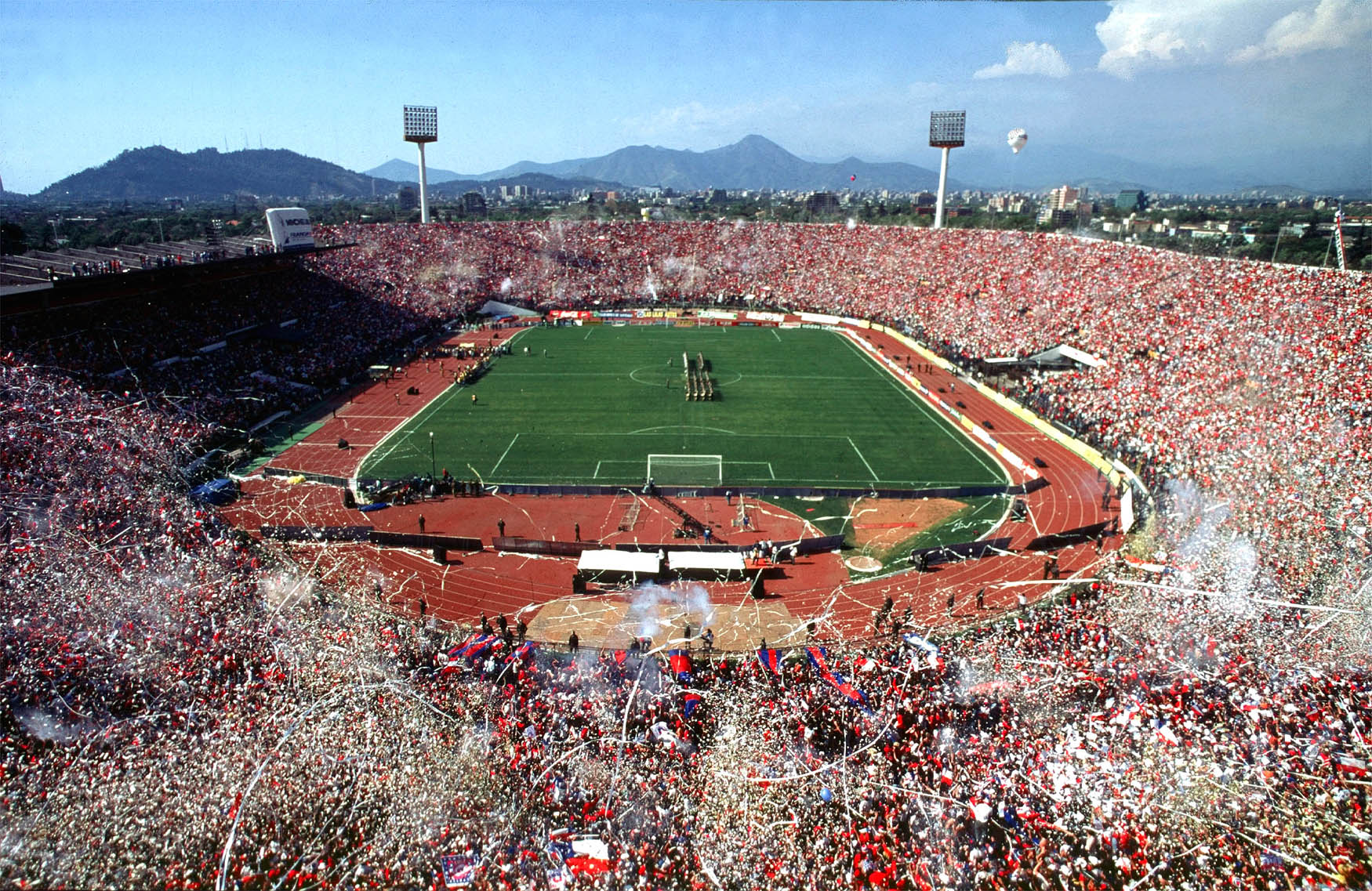
Estadi Nacional de Xile.

Els esports xilens comencen des de temps indígenes amb la chueca i el liano, practicats pels indígenes maputxes. A les zones dels pagesos xilens es practica el rodeo, des de 1962, l'esport nacional de Xile. Xile va aconseguir la seva primera medalla d'or en els Jocs Olímpics d'Atenes el 2004, amb la victòria del tennista Nicolás Massú en singles i dobles.
Des del segle xix els immigrants britànics van portar el futbol que es va convertir en l'esport més important i popular del país. El 1933 es va crear la primera divisió de futbol xilè. El 1962, Xile va ser seu de la Copa Mundial de Futbol; la selecció nacional xilena en va aconseguir la tercera posició.

### Gastronomia
La gastronomia xilena sorgí de la mescla entre l'alimentació dels pobles indígenes amb la gastronomia colonial espanyola i algunes influències europees. Els principals ingredients de la cuina tradicional xilena corresponen a aliments propis de la zona, com el blat de moro, la papa i el tomàquet, i a productes inicialment portats pels espanyols, com el blat i les carns de porc, pollastre, boví i xai. El consum d'aliments marins és important a les zones costaneres.
Els plats més tradicionals de la cuina xilena són l'ajiaco, els anticuchos, els asats, la calapurca, el cancato, la carbonada, la cazuela, el chapalele, el charquican, el curanto, les empanades de pi, les humitas, el milcao, la paila marina, la pantruca, el pastís de choclo, el pastís de papa, els porotos granados, el pulmay i el tomatican. Algunes postres tradicionals són els alfajors, el manjar i el mote amb huesillos.

## Història
Diversos estudis situen l'època del poblament original de l'actual territori de Xile al voltant de l'any 10.500 aC, a l'acabament del Paleolític Superior. El Xile prehispànic era poblat per una diversitat de cultures aborígens que es localitzaven en les franges longitudinals i els Andes. Al nord, els aimares, els acatamenys i els diaguites, a partir del segle xi, establiren cultures agrícoles força influenciades per l'Imperi Inca, que des del segle xvi dominà gran part del territori actual de Xile del nord fins al riu Maule. Al sud, al riu Aconcagua, s'establiren distintes comunitats seminòmades dels maputxes, la principal ètnia ameríndia del país. Als canals australs hi habitaren diversos grups indígenes com ara els chonos, yàmanas, alacalufes i ona. A l'illa de Pasqua es desenvolupà una cultura polinèsia avançada.

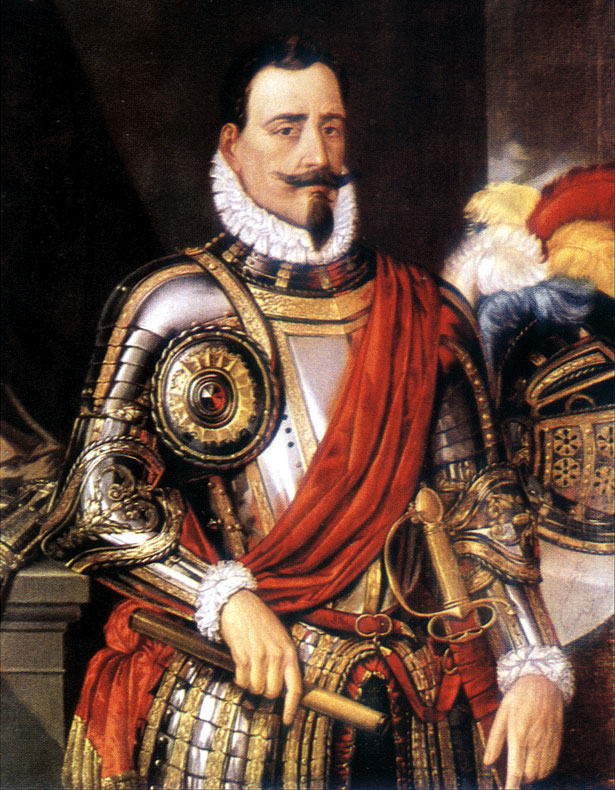
Pedro de Valdivia.

Fernão de Magalhães fou el primer explorador europeu a reconèixer el territori xilè, en recórrer, el 1520, l'estret de Magallanes, que avui dia porta el seu nom. el 1535, els conqueridors espanyols intentaren prendre les terres de la vall de Xile després de conquerir l'Imperi Inca. La primera expedició, encapçalada per Diego de Almagro en 1536, tanmateix, fracassà. Pedro de Valdivia intentà, una vegada més, conquerir les terres del sud, creuant el desert d'Atacama. Valdivia fundà una sèrie d'assentaments, el primer i el més important, el 12 de febrer, 1541, Santiago de Nueva Extremadura, avui dia Santiago de Xile. Valdivia inicià posteriorment una campanya militar cap al sud, enfrontant-se a les tribus maputxes en la Guerra d'Arauco, que Alonso de Ercilla relataria en la seva obra La Araucana, el 1576. Aquest enfrontament bèl·lic, que duraria tres segles, amb períodes intercalats de pau amb la creació de "parlaments"; un d'ells, el Parlament de Quilín, el 1641, establí el límit entre el govern colonial i les tribus indígenes al llarg del riu Biobío; des d'aleshores, la zona es coneix com "La Frontera".
La Capitania General de Xile, (coneguda abans com el Regne de Xile), seria una de les colònies administratives australs de l'imperi Espanyol. Atesa la seva posició allunyada dels grans centres i rutes comercials imperials i els conflictes amb els maputxes, Xile fou una província pobre que depenia del Virregnat del Perú; la seva economia era destinada a sustentar el virregnat amb primeres matèries i als pocs colonitzadors del territori.

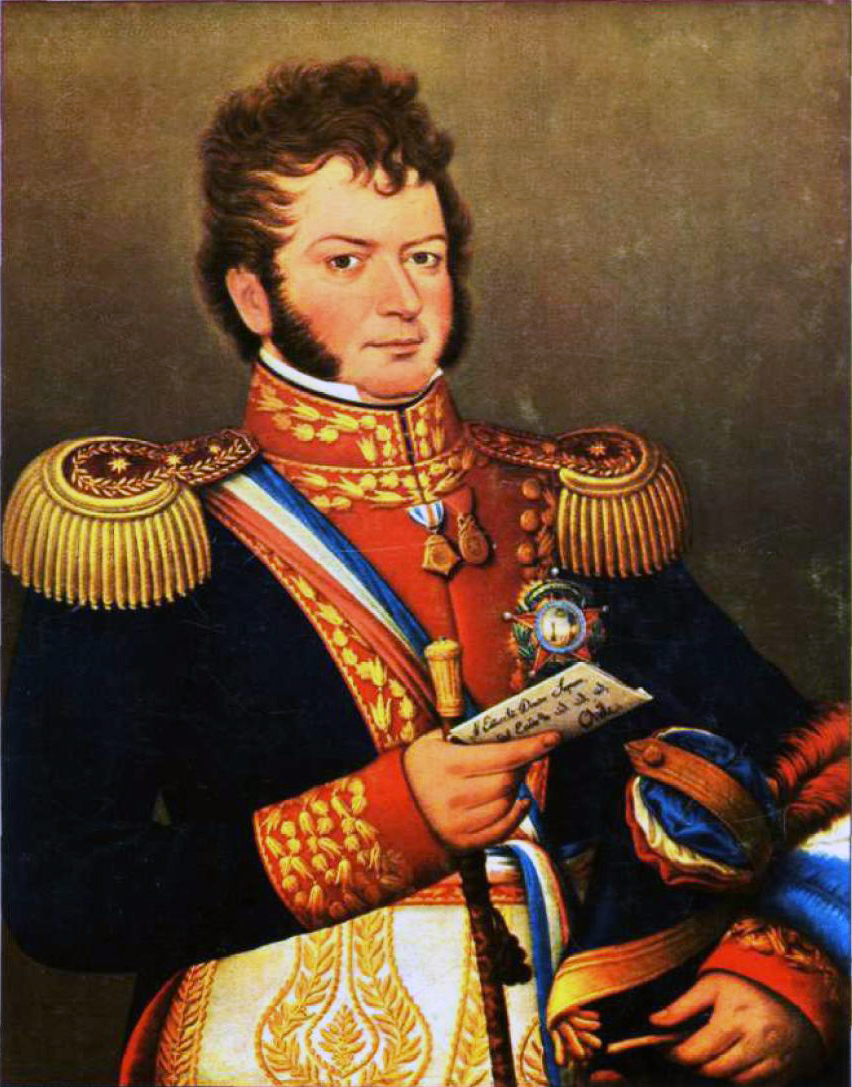
Bernardo O'Higgins.

El 1810 començà la guerra d'Independència de Xile, amb l'establiment de la Primera Junta de Govern. Aquest període, conegut en la història xilena com la Pàtria Vella, duraria fins al Desastre de Rancagua, el 1814, data en què les tropes reialistes reconqueririen el territori. Les tropes independentistes, refugiades a Mendoza, formaren, amb les tropes argentines, l'Exèrcit dels Andes, encapçalat pel general en cap José de San Martín que alliberaria Xile en la batalla de Chacabuco, el 12 de febrer, 1817. L'any següent, Xile declarà la seva independència, durant el govern del dictador suprem Bernardo O'Higgins.
O'Higgins inicià un període de reformes que provocaren l'oposició de la majoria de l'oligarquia, i abdicà el 1823. Durant els següents set anys, Xile sou sotmès a una sèrie de processos amb la intenció de reorganitzar el país. Després d'alguns fracassos, i la victòria del Partit Conservador en la revolució de 1829, començà un període conegut com la República Conservadora. Diego Portales posà les bases de l'organització del país amb la promulgació de la constitució política de 1833.
Xile començà a expandir la seva influència i a establir les seves fronteres. L'economia començà a experimentar un auge, gràcies al descobriment de plata de Chañarcillo i al comerç creixent del port de Valparaíso, causant un conflicte amb el Perú per la supremacia marítima de l'oceà Pacífic. La formació de la Confederació del Perú i Bolívia fou considerada com una amenaça per a l'estabilitat del país, i Portales declarà la guerra. Xile aconseguí la victòria i prengué els territoris de l'Araucania. La regió de Magallanes fou incorporada el 1843.

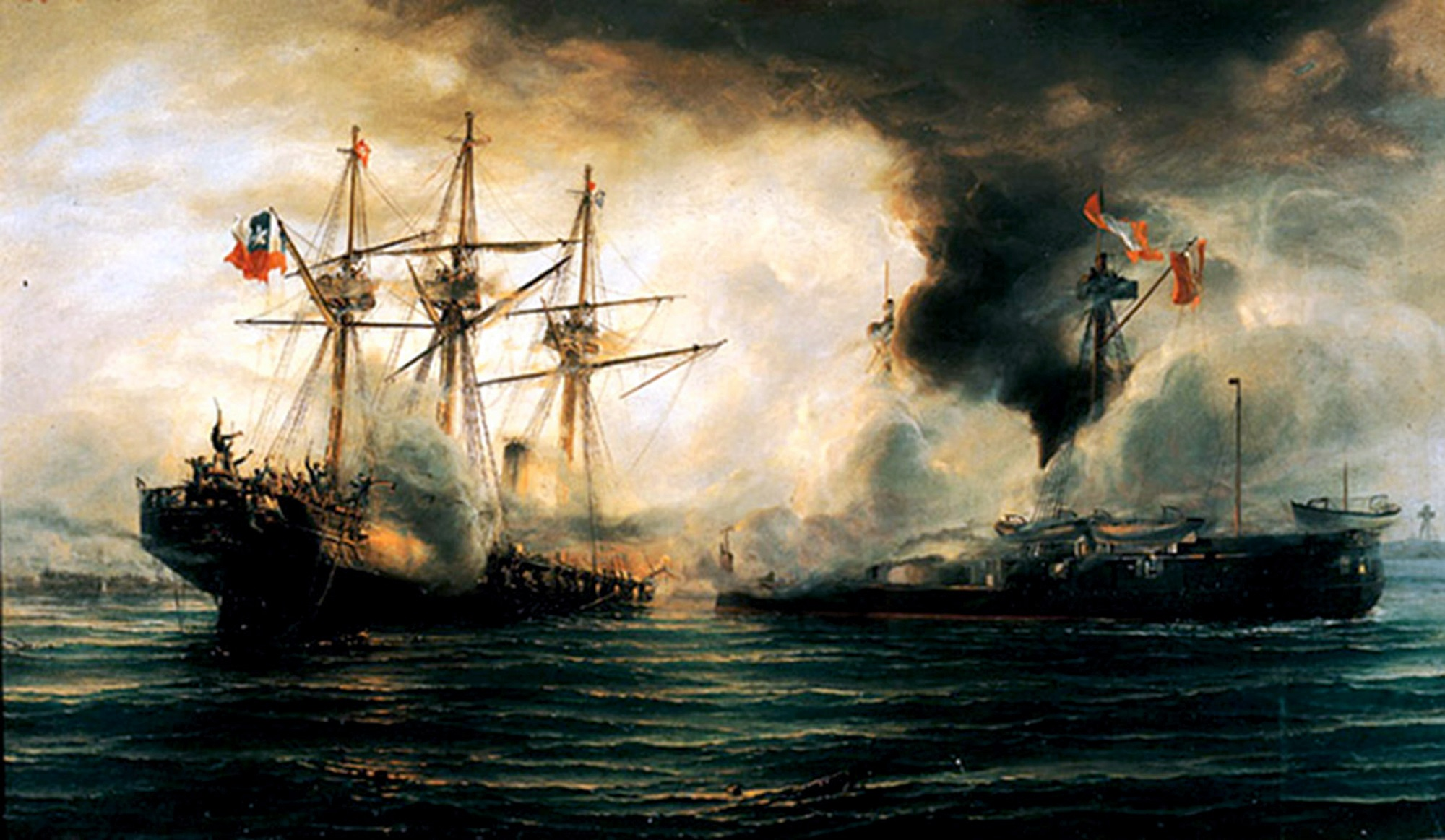
Guerra del Pacífic

Després de trenta anys de govern conservador, el 1861, començà el període la República Liberal, que es caracteritzà per l'explotació de salnitre a Antofagasta, territori que Bolívia considerava seu. El 1865, Xile declarà la guerra a Espanya. El 31 de març, 1866, els espanyols, encapçalats per Casto Méndez Núñez bombardejaren per tres hores el port de Valparaíso. El conflicte, exclusivament marítim, acabà formalment el 1883, amb la firma del Tractat de Pau i Amistat entre ambdós països.
Tot i que Xile i Bolívia signaren tractats de límits territorials el 1866 i el 1874, no es resolgueren les disputes, i el 14 de febrer, 1879, Xile desembarcà les seves tropes al port d'Antofagasta, iniciant així les accions militars contra Bolívia. Perú havia signat anteriorment un Tractat d'aliança amb Bolívia, per la qual cosa, Xile li declarà la guerra el 5 d'abril del mateix any, començant així la Guerra del Pacífic que finalitzaria amb la victòria xilena en la batalla de Huamachuco, el 10 de juliol, 1883, i la signatura del Tractat d'Ancón amb el Perú i el Pacte de Treva amb Bolívia el 1884. Xile aconseguí el control dels departaments d'Antofagasta i les províncies de Tarapacá, Arica i Tacna (aquesta darrera província es retornaria el 1929). Xile resolgué els conflictes limítrofs amb l'Argentina amb relació a la Patagònia i la Puna d'Atacama en aquella època. L'illa de Pasqua s'incorporà a Xile el 1888.

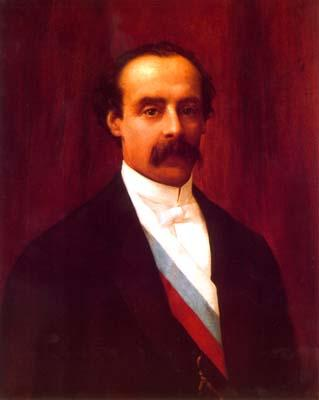
José Manuel Balmaceda.

El 1891, el conflicte entre el president José Manuel Balmaceda i el Congrés donà inici a la Guerra Civil de 1891. Els congressistes aconseguiren la victòria i implantaren el sistema parlamentari de govern, iniciant així el període conegut com la República Parlamentària. Tot i l'auge econòmic, hi hagué inestabilitat política i social atesa la desigual distribució de la riquesa. El president Arturo Alessandri Palma intentà ser un pont d'unió entre l'oligarquia i el proletariat. La crisi s'agreujà; Alessandri renuncià després de la promulgació de la constitució de 1925 que donà inici al període conegut com la República Presidencial.
Carlos Ibáñez del Campo formà el govern el 1927, amb el suport popular, però els efectes de la Primera Guerra Mundial en l'economia mundial i la Gran Depressió posterior, i la dolenta administració dels recursos i l'extracció de salnitre, produïren una greu crisi econòmica. Ibáñez renuncià el 1932. Un cop militar formà la República Socialista de Xile, que duraria només 12 dies. Alessandri reprengué el poder i estabilitzà l'economia, però no aconseguí aplacar la tensió entre els partits polítics. La crisi política també era social; nous actors socials exigien transformacions del país. Pedro Aguirre Cerda és elegit com a president el 1938 en una aliança que s'oposava als governs tradicionals de l'elit xilena.
El govern d'Aguirre de Cerda donà inici al període dels Governs Radicals. En aquest període Xile s'industrialitzà. El president provà de resoldre els conflictes socials i reclamà el Territori Xilè Antàrtic. Aguirre de Cerda morí a la meitat del seu mandat. El seu successor s'enfrontà a l'oposició i a les pressions dels Estats Units per declarar la guerra a l'Eix en la Segona Guerra Mundial. Xile trencà les relacions diplomàtiques amb els països de l'Eix el 1943 i declarà la guerra al Japó el 1945. Amb el suport del Partit Comunista de Xile, el radical Gabriel González Videla fou elegit com a president el 1946. Tanmateix, amb el començament de la Guerra Freda, es prohibí el comunisme en la "Llei de la Defensa de la Democràcia" coneguda popularment com la "Maleïda Llei".
El 1958, fou elegit el candidat independent de dreta Jorge Alessandri, amb el 31,6% dels vots, però ratificat pel Congrés. El 1960, el president s'hagué d'enfrontar al caos produït pel terratrèmol de Valdivia de 1960, el més fort de la història xilena. El 1962 se celebrà la Copa Mundial de Futbol. L'administració d'Alessandri establí un sistema polític conegut com el sistema dels "tres terços", compost per la dreta, la democràcia cristiana i la Unitat Popular (UP) d'esquerra. Amb por d'una victòria de la UP, la dreta donà el seu suport al demòcrata cristià Eduardo Frei Montalva que fou elegit el 1964. Tot i que intentà governar amb un programa de Revolució en Llibertat i de realitzar una reforma agrària i la "xilenització del coure, la tensió política dugué a una sèrie d'enfrontaments entre les forces principals del país.

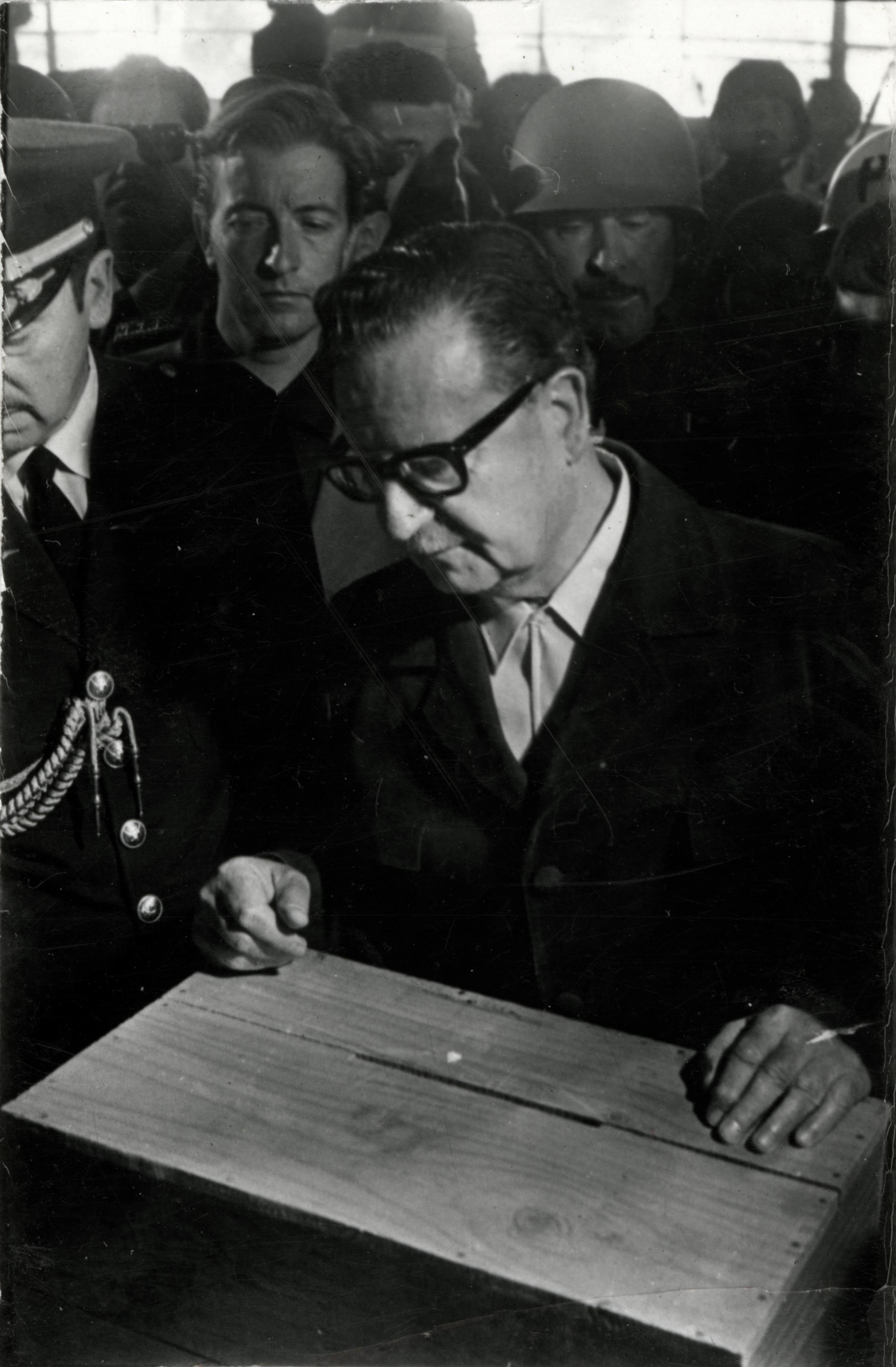
Salvador Allende.

El 1970 Salvador Allende fou elegit com a president amb el suport de la UP, aconseguint el 36,3% dels vots, que requerien la ratificació del conrés. El seu govern s'enfrontà a diversos problemes econòmics interns i externs. Les altres forces polítiques i els Estats Units s'oposaren al seu govern. El coure finalment fou nacionalitzat, però el país, així i tot, caigué en una greu crisi econòmica, i la inflació arribà al 600-800% anual. Els enfrontaments entre els opositors i adherents a la Unitat Popular als carrers eren freqüents i fins i tot violents. Allende, que creia en una revolució democràtica, perdé el suport del Partit Socialista, que creia en la legitimitat d'un aixecament popular armat per a retenir el poder. Finalment, l'11 de setembre, 1973, es produí un cop d'Estat. Allende se suïcidà després del bombardeig del Palau de la Moneda.
El cop d'Estat instaurà una dictadura militar encapçalada per Augusto Pinochet, comandant en cap de l'Exèrcit. En aquest període s'establí una dura repressió contra l'oposició, amb greus violacions als drets humans, amb 3.000 assassinats, 35.000 torturats, més de 1.000 desapareguts i 200.000 exiliats. Pinochet començà la reestructuració econòmica segons un projecte neoliberal que produí un sorprenent creixement econòmic conegut com el Miracle de Xile.

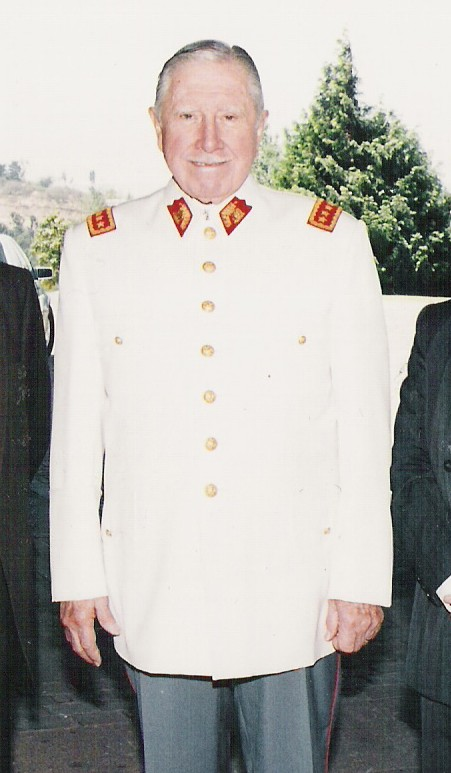
Augusto Pinochet.

El 1978, Xile i l'Argentina s'enfronten en el conflicte del Beagle pel control de les illes Picton, Lennox i Nueva. La intervenció del papa, Joan Pau II aconseguí prevenir la guerra. El 1980, Pinochet aconseguí l'aprovació d'una nova constitució en un plebiscit qüestionat per diversos organismes internacionals. La crisi econòmica de 1982 produí una `sèrie de protestes contra el govern i el seu model econòmic. El 1985, l'economia es recuperà en el Segon Miracle, i la privatització de la majoria de les empreses estatals i la reducció de les despeses socials. Tot i l'explosiu creixement econòmic, la pobresa i la desigualtat augmentaren.
El 1988, Pinochet decidí iniciar el procés de retorn a la democràcia que culminà amb el Plebiscit nacional del 5 d'octubre de 1988, i la victòria del "No" a la continuació del seu govern amb el 56% dels vots. Pinochet deixà el poder l'11 de març, 1990, i Patricio Aylwin assumeix el poder com el primer president del període de Transició a la democràcia. El seu successor Eduardo Frei Ruiz-Tagle assumeix el poder. Ambdós governs es caracteritzaren pel creixement econòmic sostingut i l'obertura del mercat xilè a l'exterior. Al final de la seva administració, tanmateix, es produí una nova crisi econòmica. La detenció de Pinochet a Londres avivà les diferències polítiques entre els opositors i els adherents. En les eleccions de 1999, Ricardo Lagos assumeix el poder com el tercer president de la Concertació de Partits per la Democràcia, enmig d'un ambient econòmic inestable.

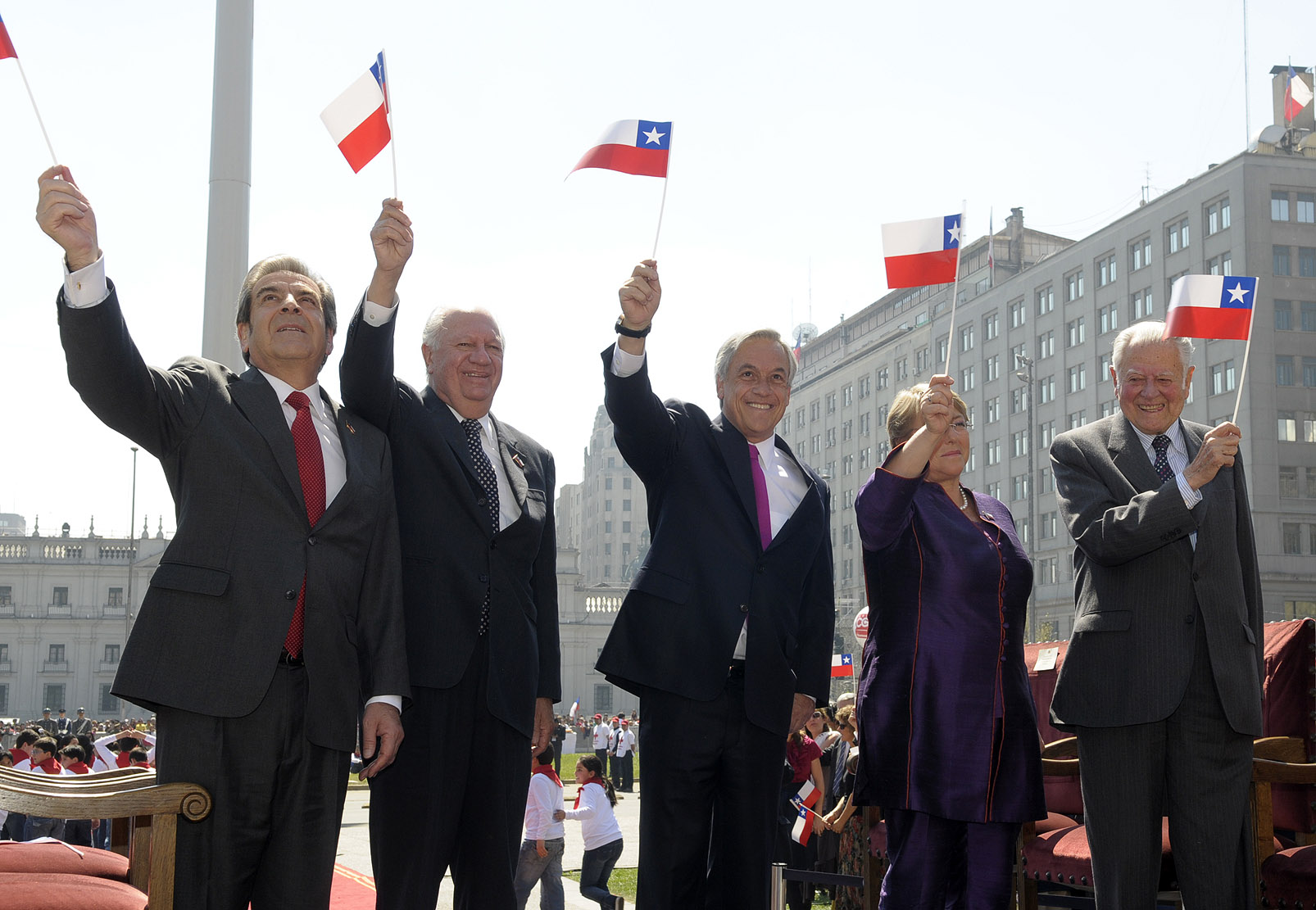
Presidents de Xile entre 1990 i 2022 celebrant el Bicentenari el 2010.

El 2006, Michelle Bachelet del Partit Socialista de Xile, la quarta presidenta de la Concertació, assumeix el poder, la primera dona a ser elegida per a aquest càrrec polític. El 2010 fou elegit president de la Républica Sebastián Piñera Echenique, independent recolzat pel partit de centre dreta Renovación Nacional (RN). Michelle Bachelet, però, recupera la presidència entre el 2014 i el 2018. Entre el 2018 i el 2022, el president de la República de Xile va ser novament Sebastián Piñera. Després d'aquests 16 anys, Gabriel Boric va ser electe per al període 2022-2026. Després de les protestes a Xile a l'octubre del 2019 es va realitzar un plebiscit el 2020 preguntant si s'hauria de canviar la Constitució, guanyant l'Aprovo. Després de redactada la proposta va ser sotmesa a plebiscit el 2022, guanyant l'opció Rechazo. El 2023 es va fer un segon procés sense plebiscit d'entrada, essent comandat el procés per una coalició política oposada. Finalment va guanyar l'opció En Contra. Mantenint-se la Constitució del 1980, amb les profundes reformes fetes en democràcia, especialment el 2005.